# 4919 Vishnevskaya
A 4919 Vishnevskaya (ideiglenes jelöléssel 1974 SR1) a Naprendszer kisbolygóövében található aszteroida. Ljudmila Ivanovna Csernih fedezte fel 1974. szeptember 19-én.